# Igreja de São Miguel do Castelo

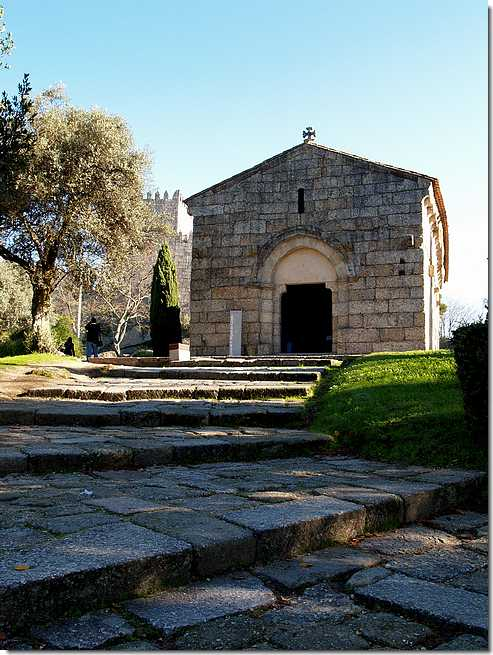
Igreja (ou Capela) de São Miguel do Castelo, Guimarães.

A Igreja de São Miguel do Castelo, também referida como Capela de São Miguel do Castelo, localiza-se junto ao Castelo de Guimarães, na atual freguesia de Oliveira, São Paio e São Sebastião, cidade e município de Guimarães, distrito de Braga, em Portugal.
A Igreja de São Miguel do Castelo está classificada como Monumento Nacional desde 1910.

## História
De acordo com a lenda aqui foi batizado o primeiro rei de Portugal, D. Afonso Henriques, o que parece carecer de fundamento, dado o templo datar do século XIII. Ainda assim, guarda-se aqui a pretensa pia baptismal que foi utilizada na cerimónia.
O templo foi mandado construir pela Colegiada de Nossa Senhora da Oliveira, tendo sido sagrada pelo então primaz de Braga, Silvestre Godinho, em 1239. Pela sua datação, o românico já não é perfeito, e parece prenunciar em alguns aspectos a ascensão do gótico. 
Ao longo dos séculos foi caindo em ruínas, estado em que se encontrava em meados do século XIX, quando a Sociedade Martins Sarmento decidiu restaurá-la.
Encontra-se classificada como Monumento Nacional desde 16 de junho de 1910, em simultâneo com os vizinhos Castelo de Guimarães e Paço dos Duques de Bragança, formando assim um complexo de grande importância não só histórica, como também arquitectónica.

## Características
Trata-se de uma igreja de pequenas dimensões, em estilo românico. Pela sua datação, o românico já não é perfeito, e parece prenunciar em alguns aspectos a ascensão do gótico.